# تاریخ مدنی بریتانیا در عصر جدید (۱۹۷۹–تاکنون)
تاریخ مدنی بریتانیا در عصر جدید (انگلیسی: Social history of the United Kingdom) شامل دوره‌ای است در تاریخ اجتماعی پادشاهی انگلستان از سال ۱۹۷۹ و دورهٔ تاریخ مدنی پسا جنگ تا به امروز